# BFE+
Die BFE+ der Bundespolizei (Beweissicherungs- und Festnahmeeinheit plus der Bundespolizei; kurz BFE+ BPOL oder BFE+) sind Einheiten spezialisierter Polizeikräfte der deutschen Bundespolizei für die Terrorismusbekämpfung. Sie wurden ab Sommer 2015 aufgestellt. Die Abkürzung BFE steht für Beweissicherungs- und Festnahmeeinheit.
Neben Einsätzen zur Terrorabwehr und Bekämpfung der Schwerstkriminalität sind seit dem Bestehen der Einheit auch Einsätze der BFE+ bei politischen Demonstrationen dokumentiert.

## Aufgaben
Die BFE+ soll die Reaktions- und Durchhaltefähigkeit der Bundespolizei im Falle eines terroristischen Anschlags erhöhen und die GSG 9 vor allem bei zeitlich länger dauernden Terror- und Sonderlagen entlasten. Hierbei soll die BFE+ die Lücke zwischen GSG 9 und Bundesbereitschaftspolizei schließen. Dazu hat sie den Auftrag, bei besonderen Gefährdungslagen Angreifer zu binden, Unbeteiligte zu schützen und Verletzte zu versorgen. Können Spezialeinheiten wie Spezialeinsatzkommandos (SEK) oder GSG 9 nicht oder nicht rechtzeitig eingesetzt werden, soll die BFE+ eigenständig gegen Täter vorgehen und Notzugriffe ausführen können. Außerhalb solcher Einsätze nimmt sie überwiegend normale Tagesaufgaben der Bundesbereitschaftspolizei wahr.

## Geschichte
Die Aufstellung der BFE+ wurde als Folge der diversen terroristischen Ereignisse im Jahre 2015, speziell auch als Folge des Terroranschlags auf das Magazin Charlie Hebdo, initiiert. Das Bundesinnenministerium reflektierte im Sommer 2015 über die deutschen Möglichkeiten zur Abwehr dieser Art terroristischer Angriffe und bewertete die polizeilichen Mittel neu. Der Befund des deutschen Ministeriums lautete, dass die deutschen Polizeiorgane für einen Einsatz gegen militärisch geschulte und ausgerüstete Täter nicht ausreichend gewappnet seien. Die aus dem Bundesgrenzschutz hervorgegangene GSG 9 würde bei einem vergleichbaren Fall schnell an ihre Grenzen stoßen, da sie aus relativ wenigen Beamten besteht, zentral stationiert und auf Antiterrorkampf, Geiselbefreiung und Bombenentschärfung spezialisiert ist. Im April 2015 richtete das Bundespolizeipräsidium die Arbeitsgruppe „Aufbau einer robusten Einheit bei der Bundespolizei“ ein. Die GSG 9 erhielt resultierend daraus den Auftrag die zukünftigen Mitglieder der neuen BFE+ auszubilden. Die Einheit ging aus den bisher bestehenden Beweissicherungs- und Festnahmeeinheiten der Bundespolizei hervor. Die BFE+ wurde am 16. Dezember 2015 von Innenminister Thomas de Maizière der Öffentlichkeit vorgestellt.
Am 30. Juni 2017 teilte das Bundesministerium des Innern mit, dass der Aufbau der BFE+ vollständig abgeschlossen wurde und die volle Einsatzbereitschaft pünktlich zum G20-Gipfel in Hamburg hergestellt sei.

## Organisation
Die Bundespolizei verfügt über fünf BFE+ mit insgesamt rund 250 Polizeivollzugsbeamten. Die erste Einheit mit 50 Beamten wurde innerhalb der Bundespolizeiabteilung Blumberg aufgebaut; in mehreren Phasen wurden bis Juni 2017 insgesamt fünf Einheiten aufgebaut. Die fünf BFE+ sind den Beweissicherungs- und Festnahmehundertschaften (BFHu) der Bundespolizeiabteilungen Uelzen, Blumberg, Bayreuth, Sankt Augustin und Hünfeld angegliedert und bilden innerhalb der Hundertschaften jeweils die dritte Beweissicherungs- und Festnahmeeinheit (neben zwei regulären BFE). Die BFE+ unterscheiden sich von den regulären BFE durch eine zusätzliche Ausbildung der Beamten und eine erweiterte Ausrüstung. Die Zusatzausbildung der BFE-Beamten zu Angehörigen der BFE+ verläuft in einer achtwöchigen Ergänzungsfortbildung BFE+ bei der GSG 9. Zur schnellen Verlegung der Einheiten können, ebenso wie auch für die BFE, die Hubschrauber des Bundespolizei-Flugdienstes der Bundespolizeidirektion 11 genutzt werden.
Durch Verwendung bei der BFE+ haben Beamte Anspruch auf eine Zulage für besondere Einsätze (§ 22 Abs. 1 Nr. 4a Erschwerniszulagenverordnung, 250 Euro monatlich seit 1. Januar 2017).

## Ausrüstung
Neben der Dienstpistole HK P30 tragen die Beamten der BFE+ im Antiterroreinsatz ballistische Westen und führen das Sturmgewehr G36C mit. Die BFE+ ist außerdem mit dem Geschützten Einsatzfahrzeug 2 (GEF-2) ausgestattet, um sich zum Beispiel einem Attentäter mit Sprengstoffgürtel annähern zu können.

## Medienresonanz
Die ARD weist darauf hin, dass auch bei Terrorlagen der Föderalismus gelte: Polizeieinsätze seien Ländersache. Nicht der Bund, sondern das betroffene Bundesland habe die Einsatzleitung bei einem Terroranschlag. Erst auf Anforderung des jeweiligen Bundeslandes könne die BFE+ aktiv werden.
Die Zeit-Autoren Kai Biermann und Johanna Roth vermuteten, dass die Polizei hier zur Mini-Armee aufgerüstet werden soll. Die Grenzen zwischen Militär und Polizei würden verschwimmen. Die Einsätze, für die die BFE+ trainiert, glichen denen der Bundeswehr. „‚Wie ein Infanteriezug im Orts- und Häuserkampf gehe die neue Einheit vor, sagte ein Beteiligter.“

## Kritik
„Durch die neue Einheit bekommt die Polizei insgesamt ein militärischeres Gesicht“, sagte der Polizeiwissenschaftler und Soziologe an der Akademie der Polizei Hamburg, Rafael Behr, gegenüber der Zeit direkt nach der Aufstellung der BFE+ und fährt fort:
„Fachleute haben mir übereinstimmend berichtet, dass sie die massive Bewaffnung der neuen Einheit für übertrieben halten“; stärker gepanzerte Fahrzeuge seien sinnvoll, „aber militärische Langwaffen sind überzogen“, so Behr.
Besonders weist Behr auf den sogenannten Spill-over-Effekt der Einheit hin, denn wenn kein Terroranschlag geschehe, würden die Polizisten sicher nicht herumsitzen. „Ich vermute, sie werden verstärkt auch bei der Bekämpfung der organisierten Kriminalität eingesetzt, zum Beispiel bei Razzien. Das ist ein sogenannter Spill-over-Effekt: Wenn man die neue Einheit schon mal hat, nutzt man sie.“ Dieser Effekt ist auch von anderen Sondereinheiten bekannt. So begründete nach der Aufstellung des SEK Bremen 1984 der Polizeipräsident Ernst Diekmann den häufigen Einsatz der Einheit bei anderen Lagen damit, dass Geiseldramen und Terroristen-Jagd in Bremen sehr selten seien. „Mogadischu ist ja nicht alle Tage.“ Aber schließlich „dürfen die nicht aus der Übung kommen.“
Im Mai 2016 bemängelten Politiker und Sicherheitsexperten die unzureichende Einsatzbereitschaft der BFE+ bzw. halten diese für nicht geeignet, im Ernstfall zu bestehen.
Irene Mihalic, sicherheitspolitische Sprecherin der Grünen, hält die BFE+ für nur bedingt einsatzbereit, da sie zu viele Aufgaben wahrnehmen soll und nicht zeitnah verlegbar sei. Rolf Tophoven hält die nur achtwöchige Ausbildung der Einheit für unzureichend, um den Einsatzanforderungen gerecht zu werden. Ehemalige Offiziere des Bundesgrenzschutzes und der stellvertretende Bundesvorsitzende der Gewerkschaft der Polizei kritisieren zudem nicht verfügbare schwere Waffen, Scharfschützengewehre sowie geschützte Fahrzeuge.

## Bekannte Einsätze
- Dezember 2015: Der erste bekannte Einsatz der BFE+ Blumberg fand am 22. Dezember 2015 statt bei der Festnahme eines syrischen Schleusers. Gemeinsam mit der GSG 9 nahmen Beamten der BFE+ den Mann in Strausberg (Brandenburg) fest. Insgesamt waren 52 Beamte am Einsatz beteiligt.[14]
- Dezember 2015: Einsatz zur Silvesternacht am Brandenburger Tor in Berlin[15]
- Januar 2016: Italienische Behörden meldeten, dass Ende 2014 drei Frachtschiffe, die ursprünglich zur Verschrottung vorgesehen waren, zur kriminellen Schleusung zweckentfremdet wurden. Die Schiffe mit zusammen 1766 Migranten an Bord wurden von ihren Besatzungen teils mittels Autopilot auf Kurs Italien gesetzt und anschließend im Stich gelassen. Nach vorausgegangenen Ermittlungen folgten am 20. Januar 2016 zeitgleich mehrere Zugriffe der türkischen Nationalpolizei an verschiedenen Orten in der Türkei sowie der GSG 9 und BFE+ in sechs deutschen Bundesländern gegen die Schleusergruppe.[16]
- Juli 2017: G20-Gipfel in Hamburg[17]
- Oktober 2018: Sicherung des Tags der Nation 2018 des AfD-nahen Vereins Wir für Deutschland (WfD)[18] in Berlin gegen Gegendemonstranten[19][20]
- Dezember 2018: Flughafen Stuttgart wegen Ausspähungsversuchen[21]
- Februar 2024: Nach Angriff auf eine Polizeistreife, die in einem Einfamilienhaus in Hamburg-Langenhorn zum Einsatz kommen sollte, wird SEK und BFE+ eingesetzt.